# Figue
Pour les articles homonymes, voir Figue (homonymie).

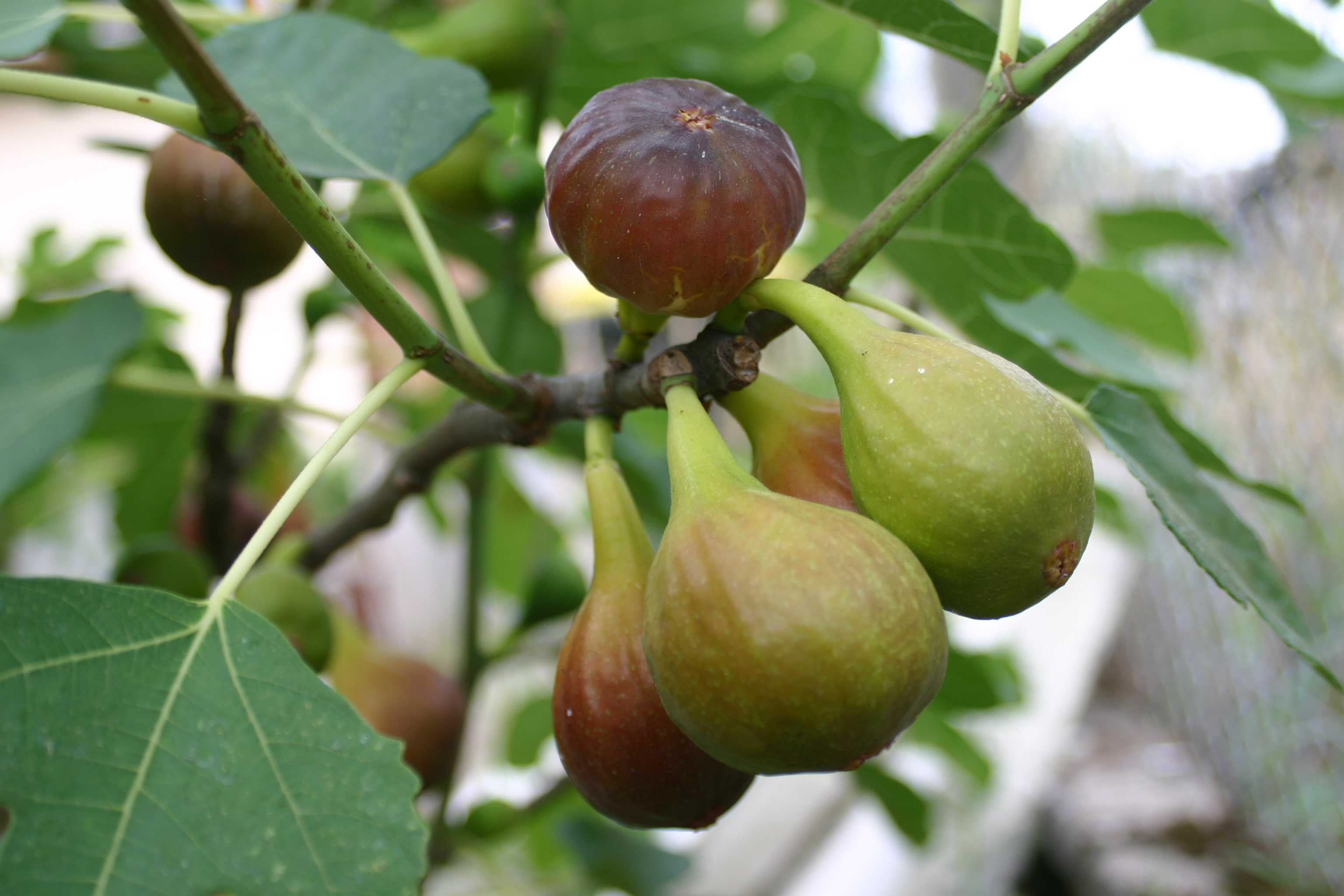
Une grappe de figues.

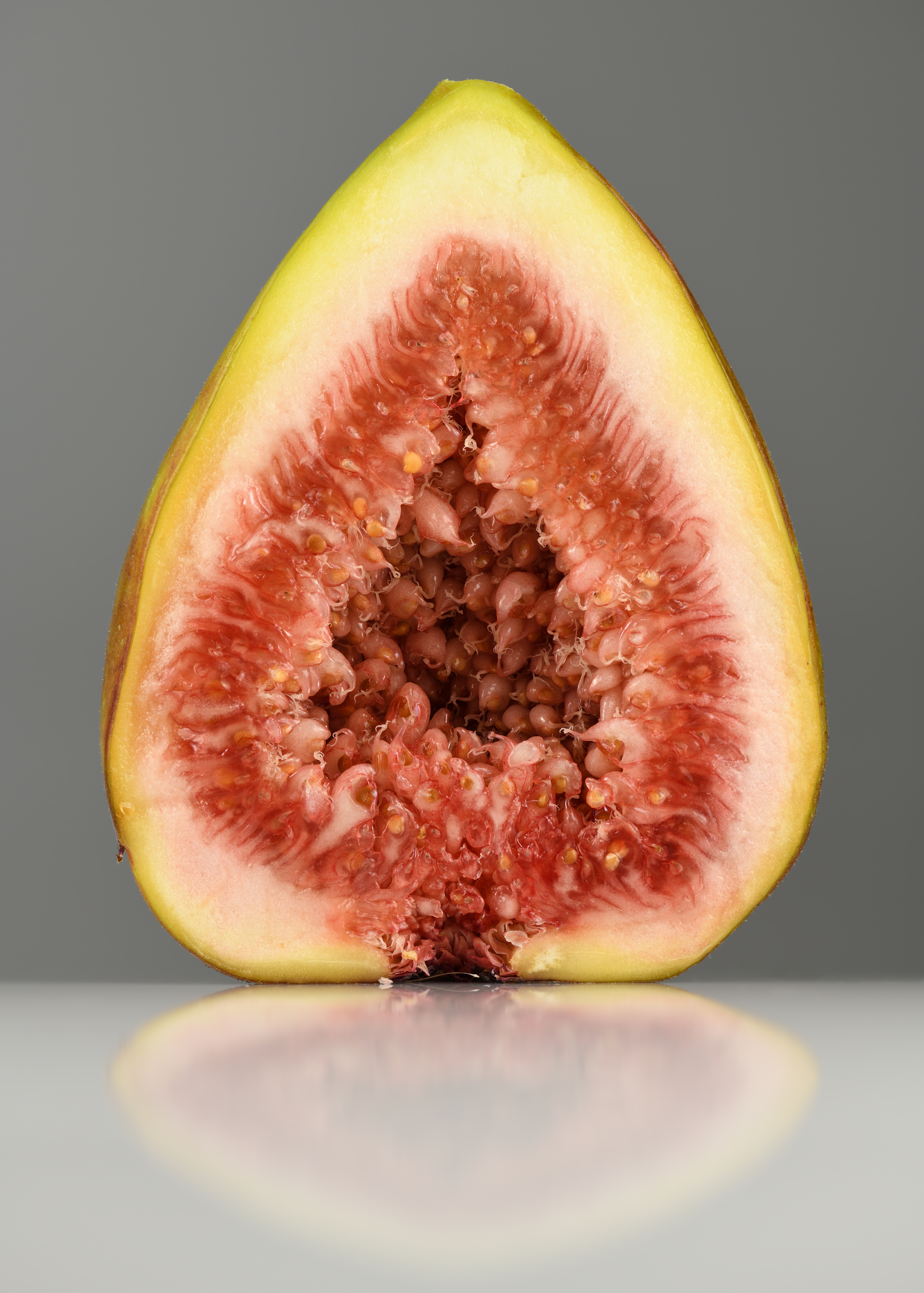
Figue. Vue en coupe du sycone percé en bas par l'ostiole et attaché à l'arbre en haut par le pédoncule. La pulpe renferme les akènes encore reliés à leurs pédoncules floraux.

La figue est le fruit du figuier commun (Ficus carica) et de quelques autres arbres de la famille des moracées, emblème du bassin méditerranéen où il est cultivé depuis des millénaires. Aux Antilles et dans l'océan Indien, le terme figue désigne aussi les bananes. Pour être plus précis, la figue n'est pas un fruit au sens botanique du terme. Il s'agit en fait d'un réceptacle charnu, le sycone, qui contient les fleurs et, à maturité, une infrutescence d'akènes éparpillés dans une pulpe comestible.

## Botanique

### Description

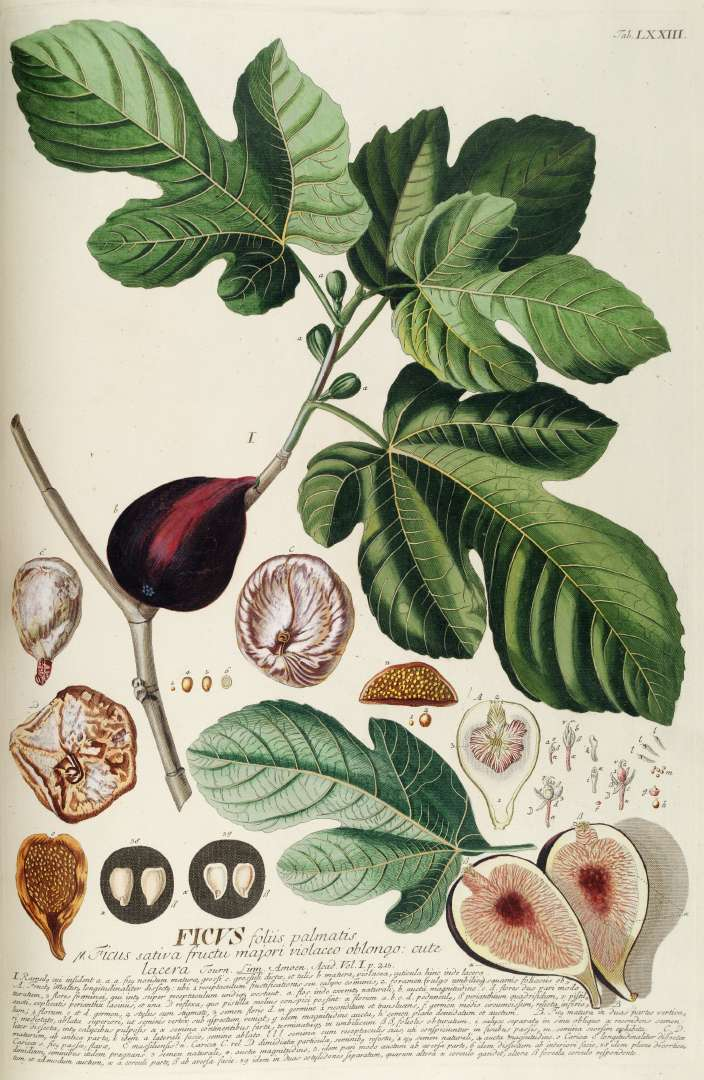

La fleur et le fruit du figuier sont d'un type très particulier. Du point de vue botanique, la figue est un faux-fruit. Avant d'être un fruit, la figue est une inflorescence en forme d'urne appelée synconium ou syconium (ou parfois sycone), sorte de petit sac charnu qui enferme des centaines, parfois plusieurs milliers de minuscules fleurs unisexuées qui en tapissent l'intérieur. Ces fleurs totalement emprisonnées ne peuvent être fécondées sans intervention extérieure.
La fructification du synconium donne un sycone qui possède une petite ouverture, l'ostiole (appelé familièrement œil ou opercule), près de laquelle on trouve des fleurs mâles, mais il n'y a jamais de pollinisation autogame car la maturité des unes et des autres n'est pas synchrone (dichogamie). En fait, ces fleurs sont pollinisées par des hyménoptères spécifiques du genre Blastophaga, une guêpe liliputienne (Blastophaga psenes dans le cas du figuier sauvage européen), totalement dépendants des figuiers (mâles et femelles se développent à l'intérieur des figues) et qui pondent seulement dans certains types de fleurs femelles.

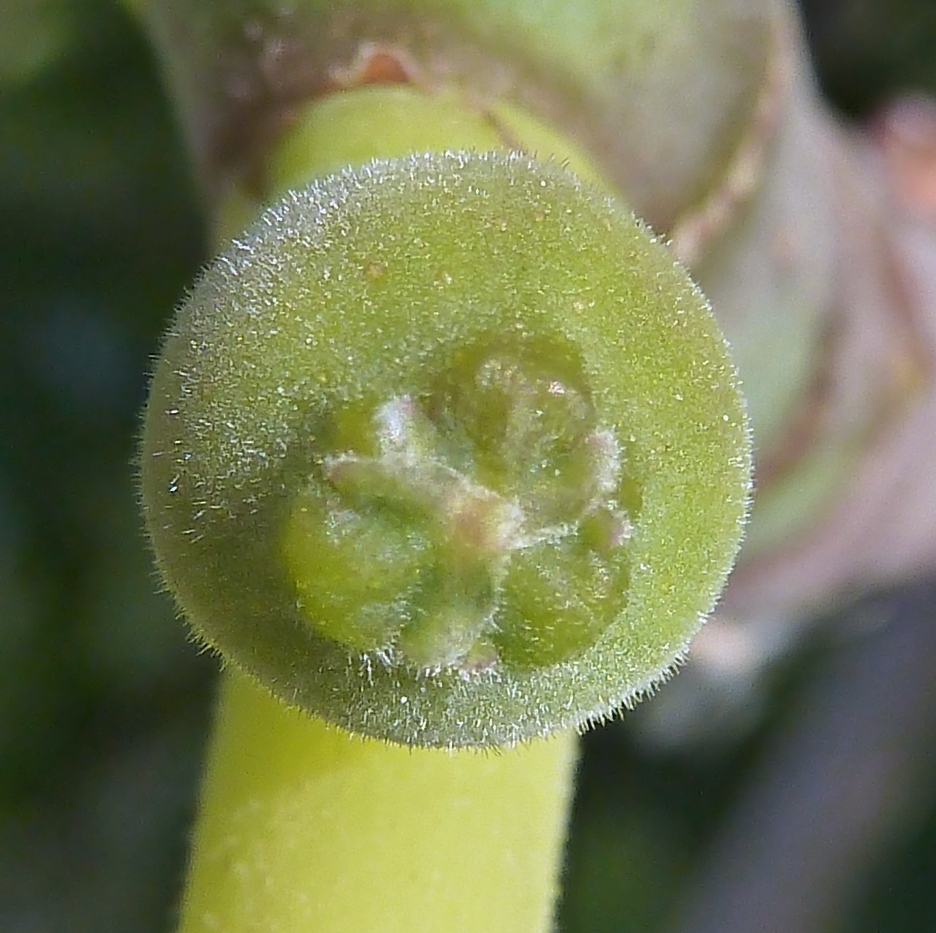
Ostiole du sycone avant l'anthèse.

Les figuiers dits « mâles », ou figuier de bouc, portent en hiver des figues vertes à l'apparence desséchée. Ce sont ces dernières qui abritent les larves de blastophages qui donnent naissance, vers la mi-mai, à une première génération d'insectes. Les blastophages femelles s'envolent par l'ostiole, alors que les mâles épuisés meurent dans la figue. Elles sortent et vont pondre dans une deuxième génération de figues mâles.
En juillet, une nouvelle génération d'insectes voit le jour. En sortant, les femelles se frottent aux étamines des fleurs mâles disposées au niveau de l'orifice de sortie ce qui permet aux grains de pollen de se déposer sur le dos de l'insecte et ainsi d'être transportés jusqu'au figuier femelle, assurant ainsi la fécondation de leurs fleurs femelles.
Elles vont aussi pondre dans les fleurs femelles des figues mâles, ce qui donnera la génération de Blastophages de printemps.
Il existe dans la nature trois types de figues qui sont visitées par les blastophages :
- Les figues à fleurs femelles brevi-stylées du figuier de bouc dans lesquelles les femelles blastophages peuvent pondre et qui donneront des galles à la place des graines, au printemps ou en été.
- Les figues à fleurs femelles longi-stylées du figuier domestique qui ne permettent pas aux blastophages femelles de pondre mais qui, visitées par ces dernières et donc pollinisées, donneront des figues comestibles produisant des graines.
- Les figues à fleurs mâles réduites aux étamines.

La fécondation des fleurs des figuiers femelles donnera au mois d'août et septembre les figues fruits qui peuvent être dégustées. En fait, les vrais fruits sont les innombrables petits grains qui parsèment la chair de la figue, ce que les botanistes appellent les akènes.

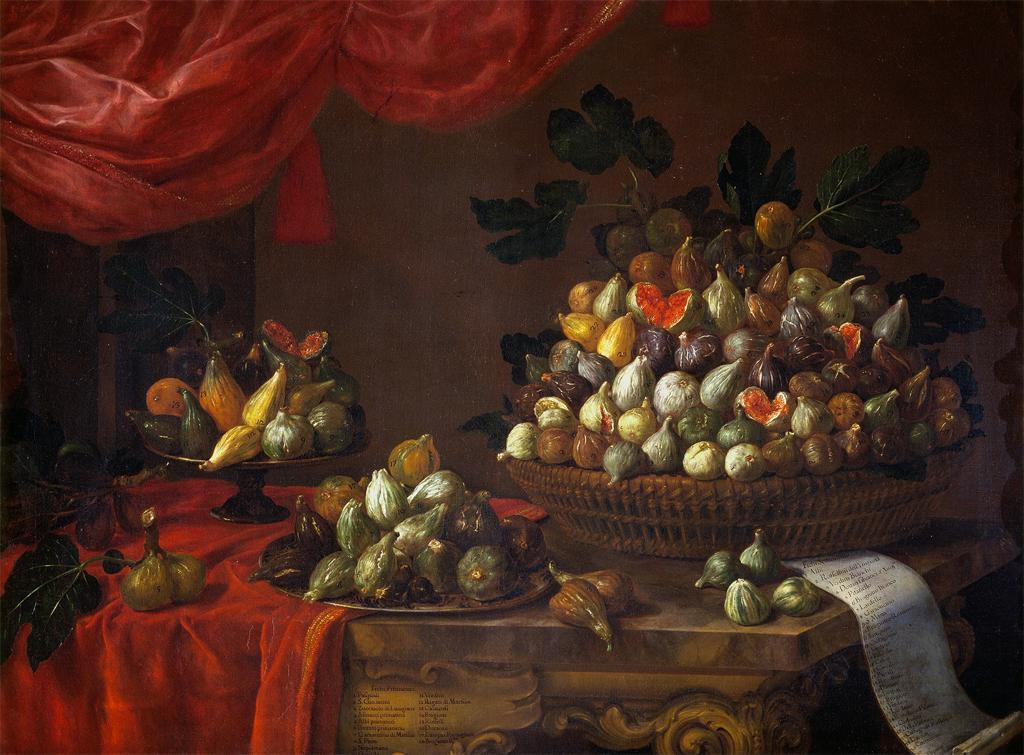
Des dizaines de variétés représentées dans une nature morte de Bartolomeo Bimbi en 1696.

### Variétés

#### Fruits du figuier commun (F. carica)
700 variétés de figues sont recensées dans le monde[citation nécessaire].
Elles sont classées en 4 groupes : 
- les Caprifigues (figuier "mâle" produisant des figues non comestibles),
- les Smyrne ou caduques : groupe de figuiers unifères qui doivent être pollinisés (à défaut, les figues tombent avant maturité),
- le groupe des San Pedro : figuiers intermédiaires bifères devant être pollinisés pour produire des figues d'automne mais pas pour produire des figues fleurs
- les figuiers communs (ou parthénocarpiques ou persistants - unifères ou bifères) : groupe de figuiers ne nécessitant pas de pollinisation pour fructifier. Ce groupe comprend la plupart des figuiers d'Europe pour lesquels on distingue les [2],[3]:

- - bifères qui donnent deux récoltes par an, en juillet sur les rameaux de l'année précédente et, en automne sur ceux de l'année en cours.

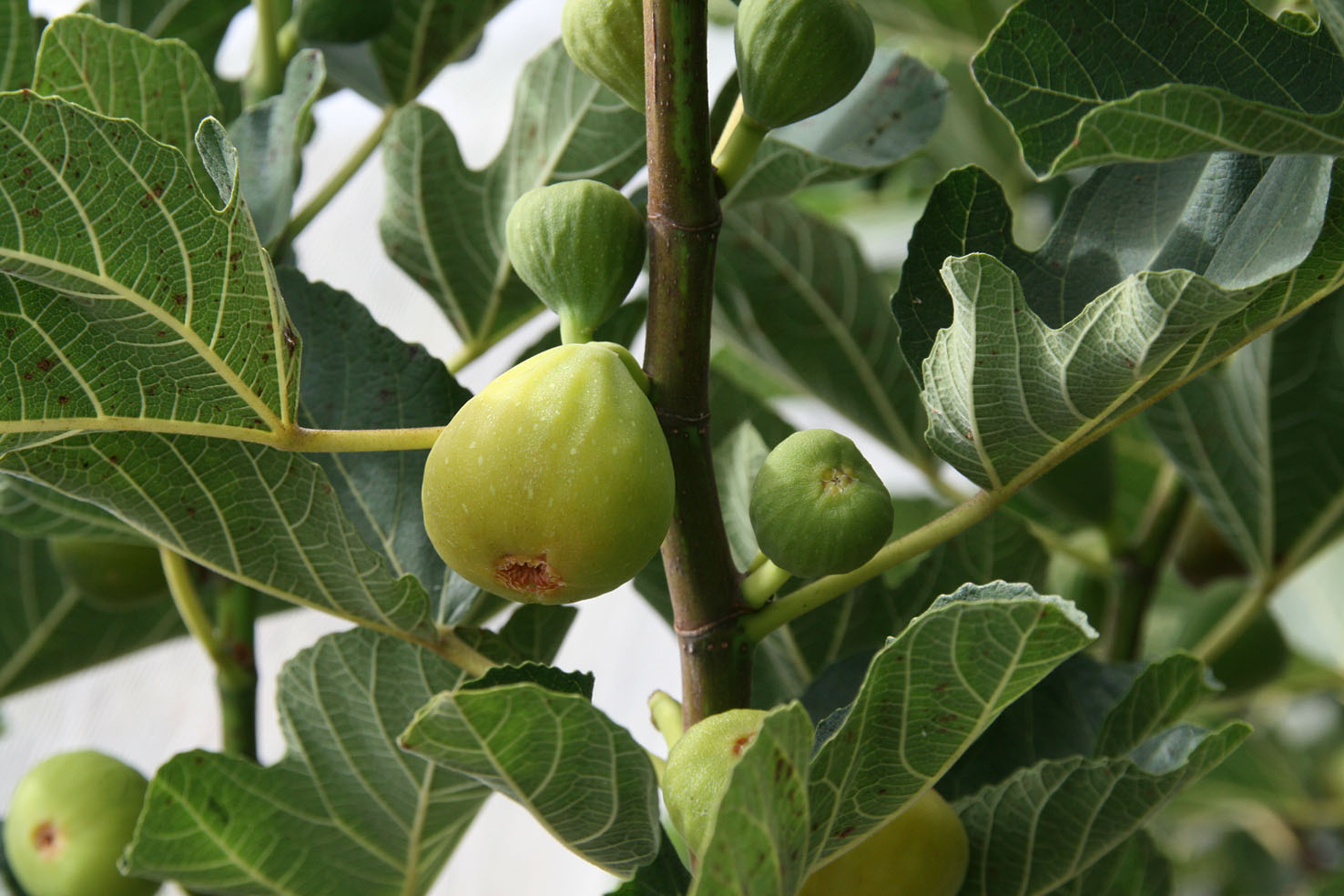
Figue Verdino, unifère italienne de fin d'été, spécialement sucrée (coll. P. Nahon).

- - et les unifères qui fructifient une seule fois en fin d'été,

Elles sont sous ordonnées par couleur : les figues vertes (ou blanches), les figues grises (ou rouges) et les figues noires (ou violettes).
Parmi les figues communes on peut citer :

##### Bifères
- Baglama : figue turque présentée en chapelet. Après leur séchage au soleil, ces fruits sont enfilés comme des perles sur un raphia.

- Brunswick, grosse figue précoce bifère rougeâtre, arbre à faible développement pouvant être cultivé en pot.

- Blanche d'Argenteuil (synonymes : Blanche, Blanche de Versailles) : bifère, supporte bien les climats froids. Fruit moyen et précoce. Peau brillante de couleur jaune orangé à verte se détachant facilement, figue allongée aplatie vers l'œil et tenant bien à l'arbre. Chair blanche, juteuse, très sucrée, parfumée et recherchée pour sa saveur [5].
- Dalmatie (synonymes : San Pietro, Du Japon, Blanche Navello). grosse figue verte allongée bifère à chair rouge vif très appréciée en accompagnement de charcuterie, mais il ne faut pas l'utiliser en cuisson [6].
- Goutte d'or, bifère, (synonymes : dorée, Figue d'or, goutte de miel) grosse figue précoce jaune doré, chair rose, arbre de faible développement [7].
- Granillo : figue de petit calibre originaire d'Espagne.

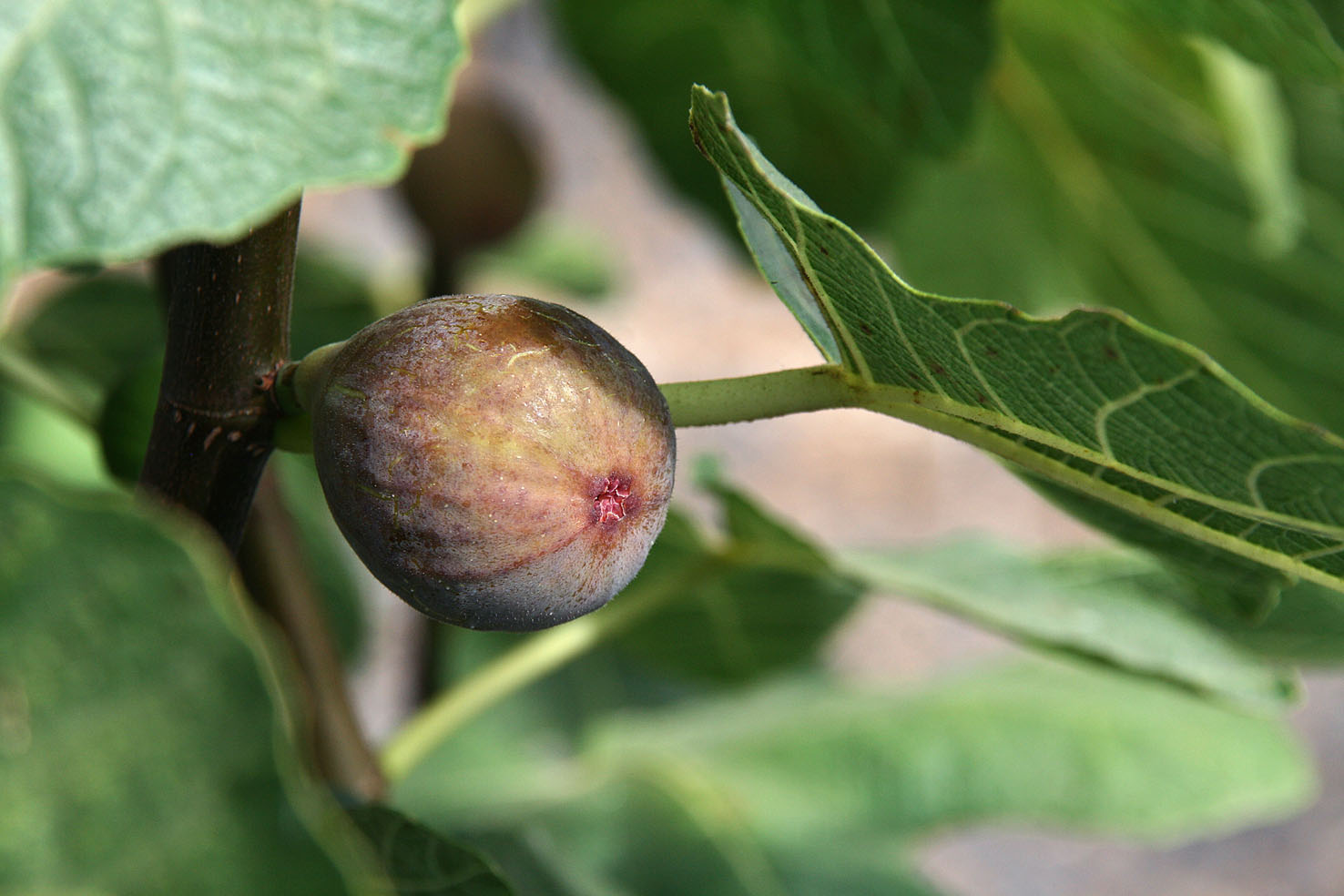
Figue Grise de Beaulieu - Alpes-Maritimes, type Grise de Saint-Jean (coll. P. Nahon).

- Grise de Saint-Jean ou Cotignane ou Grisette ou Coucourelle grise ou Célestine ou Cordelière, bifère, figue grise , donne de généreuses récoltes en été comme en automne. Cette figue peut être utilisée de toutes manières ; elle est très bonne séchée.
- Lérida : figue turque ; très sucrée, contenant des sucres simples facilement assimilables.
- Madeleine des deux saisons ou (synonymes : Angélique, Early Lemon) bifère, figue verte précoce idéale à consommer fraîche ou en confiture, mais pas pour les plats cuisinés [8].
- Michurinska-10, bifère, une variété Bulgare parmi les plus résistantes au froid. Elle donne des figues de tailles moyennes, marronnes à violettes à maturité.
- Pingo de mel (synonymes: Croisic, cordelia, gillete, St. John, Moscatel Branco, Saint John) bifère, une des 2 variétés blanches portugaises les plus communes avec Branca Tradicional, maturité août, sucrée aime le climat chaud (ne pas confondre avec goutte d'or) [9].
- Sultane ou Bellone ou Noire de juillet, grosse figue noire bifère, abondante en automne, intéressante pour toutes préparations, y compris en fruit sec.
- La Violette de Bavière ou Bayernfeige Violetta bifère, résistante au froid. Elle est cultivée en Suisse, en Allemagne et dans le nord-est de la France[10].

##### Unifères
- Bourjassotte noire, (synonymes : Violette de Solliès, Barnissote noire, Parisienne) figue violette tardive qui représente 75 % de la production française. elle a obtenu AOC et une AOP [11].
- Dottato, (synonyme : Dalla goccia ) figue du sud de l'Italie, surtout en Calabre, se consomme principalement séchée, elle a obtenu 2 AOP. [12].
- Marseillaise, (synonyme : Figue de Marseille, Blanche de Marseille, blanquette, Couille du pape, Figue d'Athènes) petite figue à la peau jaune-vert ayant une chair rose très sucrée de bonne qualité gustative souvent utilisé comme figue séchée. Arbre de faible développement, rustique [13].
- Ronde de Bordeaux, petite figue noire très précoce [14].
- Verdino, tardive (rarement bifère avec des très petites figues-fleurs), Toscane, Ombrie petit fruit très sucré, entre-nœud court, fructifère [15],[16].

Classement des figues Turques selon le mode de séchage : 
Baglama séchée après lavage à l'eau salée et présentée en chapelet, Lérida séchées sur une ficelle et non sur des claies .

#### Fruits d'autres figuiers (F. palmata, F. afghanistanica, F. carica x palmata)

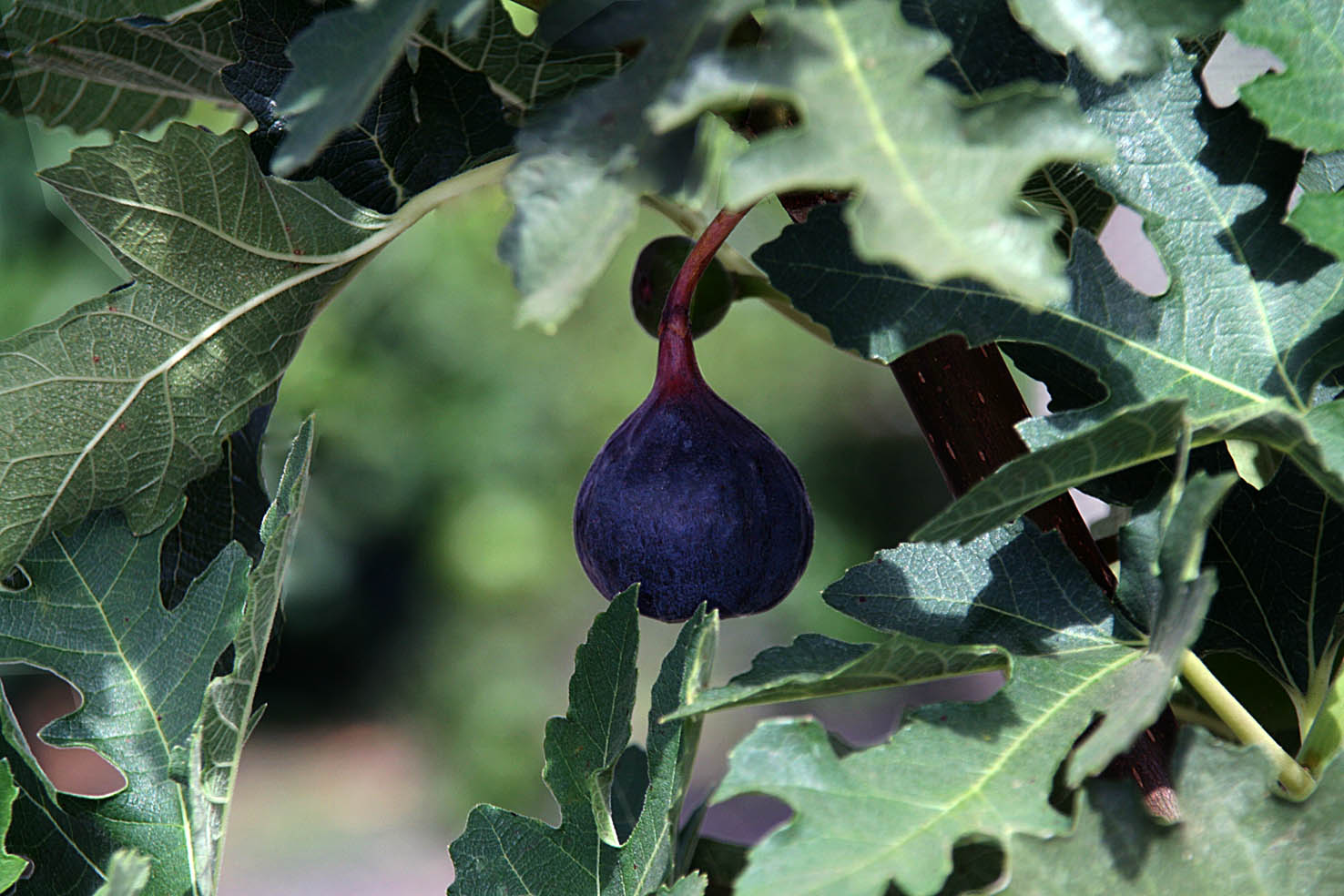
Figue afghane, cultivar Crystal, au mois d’août. (Coll. P.Nahon).

- La figue afghane, figue du désert afghan fruit de F. Johannis Boiss. subsp. Johannis in Browicz, se rencontre dans le sud de l'Afghanistan, le sud-ouest du Pakistan et l'Iran [18]. L'arbre est buissonnant avec des feuilles très découpées. On trouve en Europe un cultivar Crystal fructifère, peu sucré à texture fondante. (voir figues d'Iran (es)) [19].

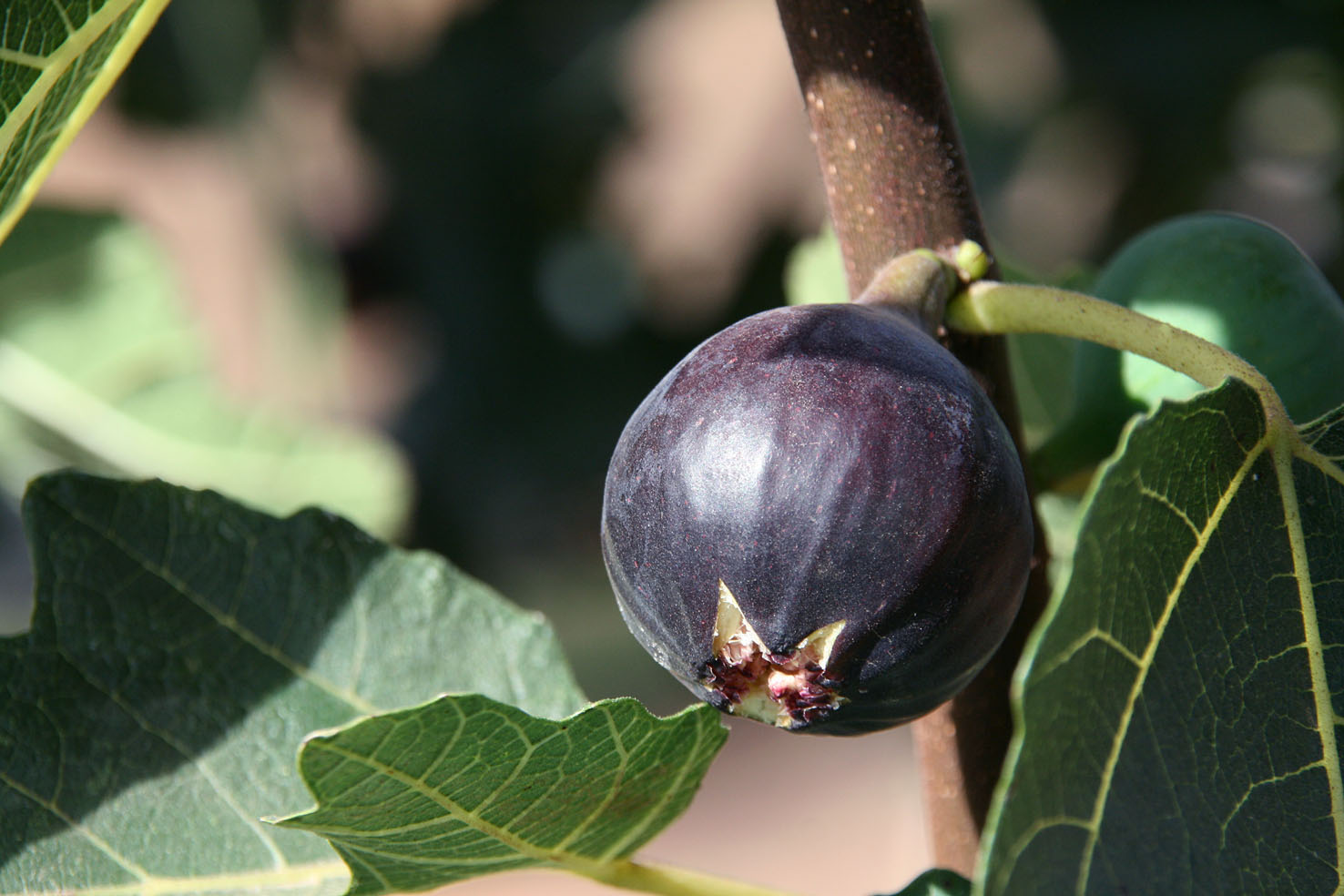
Figue chinoise Pinghu (F. palmata x carica var. nahonis) - coll. P. Nahon

## Histoire
La figue est considérée à l'heure actuelle comme le plus ancien fruit domestiqué, après la découverte en 2006, dans la vallée du Jourdain en Palestine de neuf figues parthénocarpiques, c’est-à-dire ne produisant pas de graines et dont la culture nécessitait l'intervention de l'homme, en recourant à des boutures. Ces figues seraient vieilles de 9 400 à 9 200 av. J.-C. et donc domestiquées à la même époque que le riz en Asie, mais 1 000 ans avant le blé, l'orge et les légumineuses.
Peu avant le début de la troisième guerre punique, la figue aurait également servi au sénateur Caton l'Ancien pour justifier la nécessité de détruire Carthage. En effet, si une figue de Carthage pouvait arriver encore fraîche à Rome, alors c'était un signe de la prospérité économique croissante de la ville et de sa dangereuse proximité avec la capitale,.
Le fruit défendu de l'arbre de la connaissance du bien et du mal dans le récit du Livre de la Genèse est assimilé à la pomme d'Adam dans la tradition chrétienne mais à la figue dans la tradition juive.
Au Ier siècle, Pline l'Ancien évoquait déjà la culture de vingt-neuf variétés de figues différentes. Il mentionnait le gavage d'oies sous l'Empire romain à l'aide de figues séchées.
En France, Louis XIV était un grand amateur de figues. La Quintinie, son jardinier, planta donc plus de sept cents figuiers de diverses variétés dans le potager du roi au Château de Versailles pour satisfaire la passion du Roi Soleil.
En Italie, les grands-ducs de Toscane appréciaient également de nombreuses variétés comme en témoigne une peinture de Bartolomeo Bimbi.
De nombreuses fêtes de la figue se déroulent dans les communes où la tradition de sa culture s'est perpétuée : fête de Solliès-Pont, au Mas-d'Azil, Journées Méditerranéennes de la Figue de Vézénobres, etc.

## Culture
Le figuier n'aime pas l'ombre, il requiert un emplacement chaud et ensoleillé nécessaire au mûrissement des figues. Il résiste bien à la chaleur. Sous des climats plus froids, seules des variétés précoces peuvent être acclimatées.
Dans les pays au climat méditerranéen, la taille du figuier se limite souvent à une taille de formation, puis à une taille d'entretien minimale.
Dans les pays froids, le figuier gagne à être palissé à la diable contre un mur exposé plein sud.
Au Japon, le figuier, en production intensive, est conduit en cordon dont les branches secondaires sont rabattues chaque année après la production des figues d'automne. Cette technique, qui condamnerait la production de figues-fleurs (qui se développent sur le bois de l'année précédente), est donc appliquée principalement aux variétés unifères telles que 'Masui'.

### Multiplication
Le figuier se reproduit le plus souvent par bouture ligneuse en fin d'hiver.
La greffe peut être envisagée, notamment pour limiter la production de drageons en greffant une variété drageonnante sur une variété qui a tendance à ne faire qu'une seule tige.

Elle se pratique également pour régénérer de vieux arbres improductifs, ou, plus marginalement, pour produire des arbres multivariétaux.
Si la greffe du figuier sur le mûrier, de même famille, a été préconisée par l'agronome persan Ḵᵛāja Rašīd-al-Dīn Fażl-Allāh, les deux espèces paraissent incompatibles d'après une étude japonaise récente.

## Production

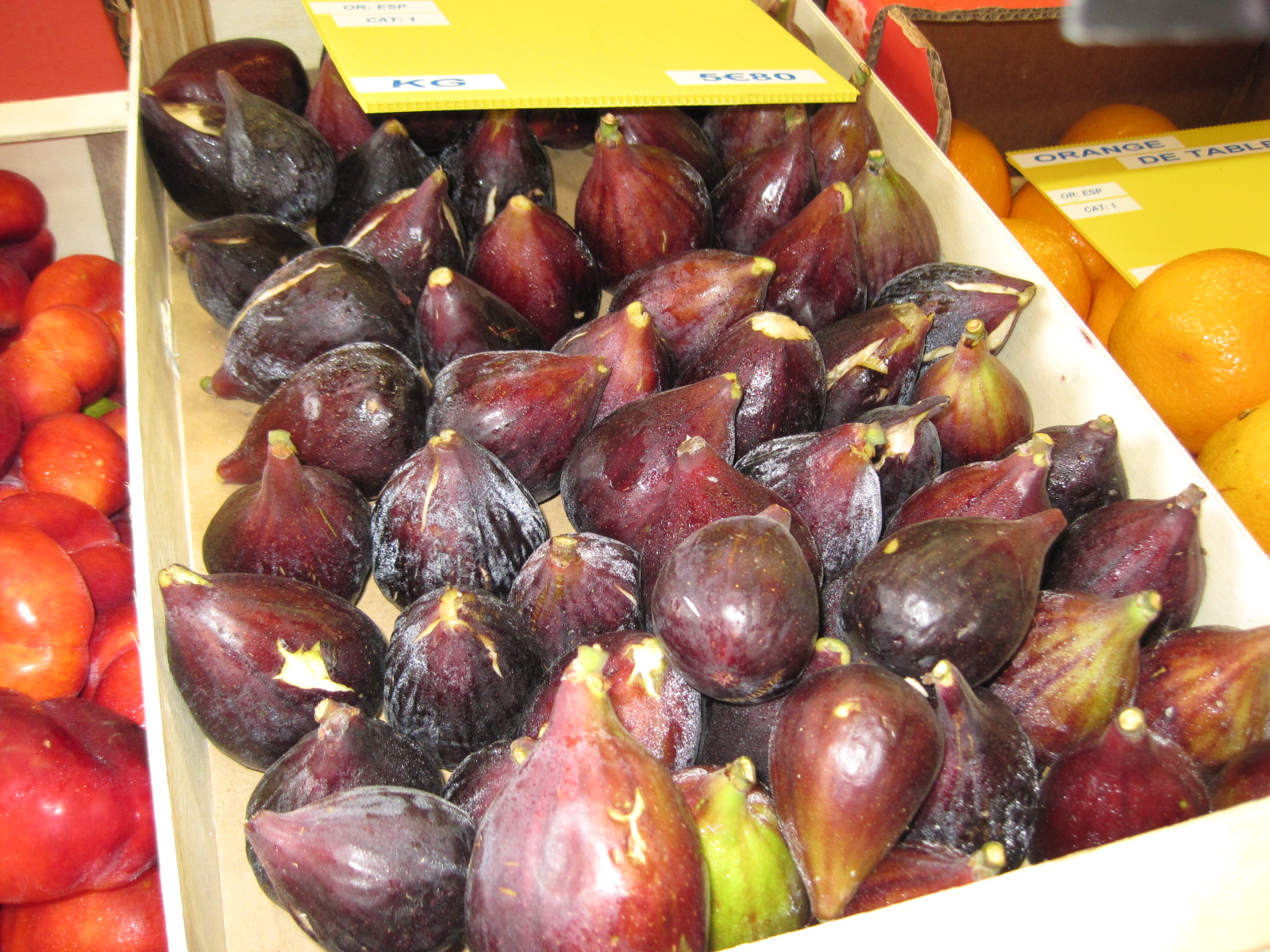
Cagette de figues

### Les labels de qualité européens
- AOP (appellation d'origine protégée) de figues par ordre d'ancienneté d'obtention du label :
  - Xera syka Kymis (Ξερά σύκα Κύμης) (Grèce,1996), figue de Kymi séchée ouverte au soleil puis refermée après séchage, peau fine [27].
  - Fico Bianco del Cilento (Italie, 2006), petite figue blanche sechée, sucrée, souvent farcie [28].
  - Xira Sika Taxiarchi (Ξηρά Σύκα Ταξιάρχη) (Grèce, 2009), variété de Smyrne blanche et noire  produite dans le nord d'Eubée, séchée au soleil [29].
  - Fichi di Cosenza (Italie, 2010), petites figue blanche du cultivar Dottato, région tempérée de Cilento, séchée avec des méthodes qui datent du XVIe siècle [30].
  - Figue de Solliès (France, 2011), figue fraîche de la variété Bourjassotte noire, cultivée dans les Maures.
  - Aydın İnciri (Turquie 2016), figues sèches du cultivar Sarılop jaune tirant sur le blanc, fine et souple, cultivée dans la province d’Aydın [31]. Cette figue est classée dans les 5 figues les plus populaires au monde [32].

- IGP (Indication géographique protégée)
  - Σύκα Βραβρώνας Μαρκοπούλου Μεσογείων (Markopoulo Mesogion Vravrona Figs) (Gréce, Attique), belle figue verte ou noire tardive du cultivar Vasilika Mavra, selon la légende elle aurait été introduite par Xerxes lui-même d'où son nom de figue royale [33].

### Autres labels et reconnaissances
- Figue sèche de Beni Maouche, (Algérie, 2016), un label IG (Indication Géographique) a été attribué à cette figue séche issue des cultivars Taamriwt, Azenjer et Taberkent.
- Black Mission Figs ou  Franciscana (Californie), cultivar bifère introduit par les moines en 1768 qui produit une importante récolte de figue fleur [34].
- Fiorone de Torre Canne (Italie, province de Brindisi : Torre Canne, Savelleri et Pozzo Faceto), cultivar bifère Petrelli, demandée uniquement pour ses figues-fleurs verte, sucrées de mai et juin [35].

### Aspect quantitatif
Le tableau ci-dessous indique les principaux pays producteurs de figues:
| Production en tonnes en 2019 Données de FAOSTAT (FAO) |            |               |
| Pays                                                  | Production | Part mondiale |
| Turquie                                               | 310 000    | 25 %          |
| Égypte                                                | 225 295    | 18 %          |
| Maroc                                                 | 153 472    | 12 %          |
| Iran                                                  | 130 328    | 10 %          |
| Algérie                                               | 114 092    | 9 %           |
| Espagne                                               | 51 600     | 4 %           |
| Syrie                                                 | 43 015     | 3 %           |
| États-Unis                                            | 28 174     | 2 %           |
| Tunisie                                               | 24 619     | 2 %           |
| Afghanistan                                           | 24 319     | 2 %           |
| Autres pays                                           | 153 637    | 12 %          |
| Monde                                                 | 1 258 551  | 100 %         |

## Utilisation

### Séchage

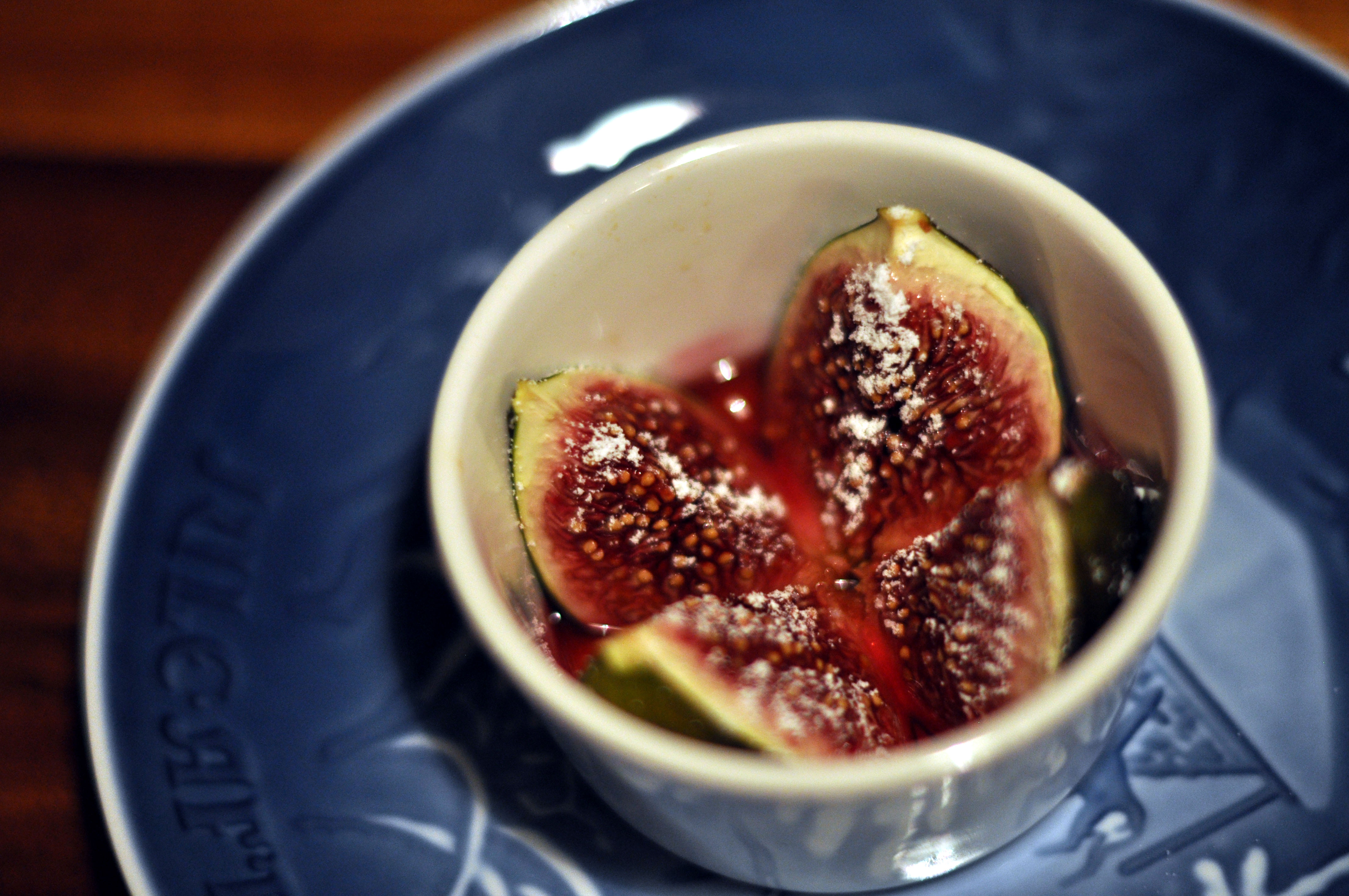
Figues cuites au four avec du miel.

Un kilogramme de figues sèches nécessite 5 kg de figues fraîches.
Toutes les variétés peuvent être séchées mais certaines variétés sont plus adaptées au séchage car moins humides au départ : on peut citer par exemple Sarilop  (Turquie), Goutte d'or, Kadota (Italie), Pingo Del Mel (Portugal), Col de Dame Blanc, Magnifica Dry (Bulgarie). Les variétés plus grosses et plus humides peuvent être coupées en deux pour faciliter le séchage.
Certaines variétés comme la Grise de Saint-Jean ont tendance à sécher naturellement sur leur branche après mûrissement.

### Consommation

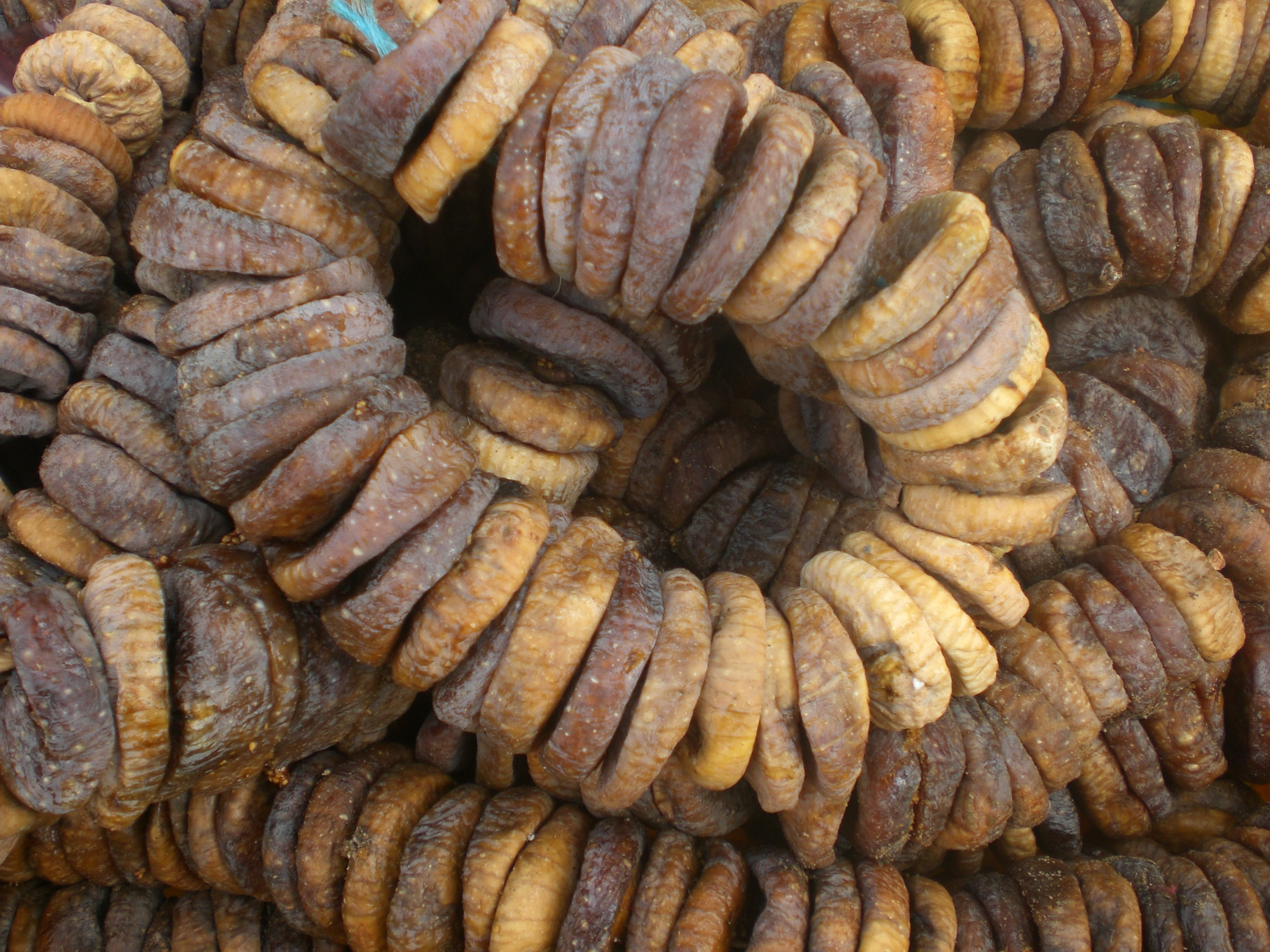
Colliers de figues sèches en Tunisie.

Figue fraîche, figue sèche en ingrédient de plat cuisiné, en ingrédient de pâtisserie, en confiture et chutney.
Elle était recommandée aux athlètes pour sa valeur énergétique. « Nourriture des athlètes par excellence » dit Platon. Ce dernier raffolait des figues à tel point qu'on lui donna le nom de « φιλόσυκος / philósukos », c'est-à-dire « amateur de figues ».
Les « capons » désignent une recette niçoise de figues séchées entre des couches de feuilles de laurier (propriétés insecticides et aromatiques) qui sont présentées sous cette forme dans leur emballage.
Un proverbe dit que « pour qu'une figue soit bonne, elle doit avoir un habit de pauvre (pellicule grisâtre et fripée), un œil d'ivrogne (mouillée, avec une gouttelette perlant à l'ostiole) et un cou de dévote (retombante par rapport au pédoncule) ». On parle aussi de cou du pendu, robe de mendiant et larme de l'enfant.
Dans le sud de l'Asie mineure, la figue sèche est grillée entière ou bien farcie de graines de sésame ou d'amandes.
La figue sèche est dénommée gharbouze en Tunisie, chriha au Maroc, ifessassen en Algérie voire ilighman dans la région de Kabylie.

#### Dans la cuisine italienne
Fraîche, elle accompagne la charcuterie et des recettes originales de pâtes et de risotto ; elle parfume les glaces et les semifreddi ; en confiture, elle garnit la crostata (tarte à la confiture) et accompagne les fromages. 
A Ancône, dans les Marches, la lonzino di fico, sentinelle Slow Food, pour le dessert ou le goûter, est un rouleau de figues sèches et de fruits à coque enveloppés dans des feuilles de figuier, lié par un fil comme la lonza, saucisson.
La Calabre est réputée pour son artisanat de la figue sèche avec :
- La treccia ou jetta, tresse de figues enfilées sur une canna (roseau) et cuites au four ;
- Les corolle, colliers de figues sur un rameau de myrte, puis cuites au four ;
- Les fichi imbottiti ou les crocette, farcies d'amandes ou de noix (parfois d'écorces d'agrumes), recouvertes de chocolat ou cuites au four ;
- Les palloni di fichi, petites balles de figues cuites au four, recouvertes de miel de figuier et conservées dans une feuille de figuier[42].

### Composition nutritionnelle

#### Apport énergétique et composition générale
L'apport énergétique pour 100 g de figues fraîches est en moyenne de  69 kcal (soit 293 kJ). Du fait de sa forte proportion en eau (environ 80 %), l'apport énergétique de cet aliment est relativement faible.
En fruit sec, la figue est bien plus énergétique (260 kcal pour 100 g).
Les acides citrique et malique sont les acides organiques conférant un goût acide à la figue. Ils représentent plus de 80 % des acides organiques totaux de ce fruit, tout au long de son développement et de sa maturation.
La composition nutritionnelle générale moyenne pour 100 g de figues fraîches est détaillée dans le tableau ci-dessous :
| Composant                       | Masse  |
| ------------------------------- | ------ |
| Eau                             | 80,2 g |
| Protides                        | 1,2 g  |
| Lipides                         | 0,3 g  |
| dont acides gras poly-insaturés | 0,14 g |
| dont acides gras mono-insaturés | 0,06 g |
| dont acides gras saturés        | 0,06 g |
| Glucides                        | 13,5 g |
| dont sucres                     | 12,2 g |
| Fibres                          | 4,1 g  |

#### Minéraux, oligo-éléments et vitamines
La composition nutritionnelle moyenne en sels minéraux, en oligo-éléments et en vitamines pour 100 g de figues fraîches est détaillée dans les tableaux ci-dessous :
| Sels Minéraux | Masse   |
| ------------- | ------- |
| Potassium     | 230 mg  |
| Calcium       | 57 mg   |
| Magnésium     | 22 mg   |
| Phosphore     | 21 mg   |
| Chlorure      | < 20 mg |
| Sodium        | 5 mg    |

| Oligo-éléments | Masse  |
| -------------- | ------ |
| Fer            | 270 µg |
| Zinc           | 160 µg |
| Cuivre         | 80 µg  |
| Manganèse      | 60 µg  |
| Iode           | traces |
| Sélénium       | traces |

| Vitamines             | Masse  |
| --------------------- | ------ |
| Vitamine B3           | 370 µg |
| Vitamine B5           | 150 µg |
| Vitamine B6           | 59 µg  |
| Vitamine B9           | 25 µg  |
| Vitamine K            | 5 µg   |
| Provitamine A         | 74 µg  |
| équivalent vitamine A | 123 UI |

La figue est source de potassium et de vitamine B9.

### Propriétés thérapeutiques
En médecine chinoise, son principe actif, la ficine, est utilisé pour éliminer les toxines et traiter les furoncles. 
En herboristerie, elle est utilisée en préparation pour soigner les rhumes et dégager les voies respiratoires.

## Symbolique
Dans le livre de la Genèse, le premier usage du figuier fut un cache-sexe. D'ores et déjà, le rapport entre le figuier et la fécondité ou la continence sexuelle était établi. Par ailleurs, la figue passait parfois pour être l'image d'une vulve du sexe féminin ou du scrotum du sexe masculin, si bien que le fruit était un symbole sexuel par excellence.
Dans la fête des Nones Caprotines à Rome, les jeunes femmes se servent d'une branche de figuier.
Aristophane dans Lysistrata rapporte que les jeunes filles appelées canéphores portaient un collier de figues sèches.

## Linguistique
Le mot français figue est emprunté à l'occitan figa pour des raisons de provenance géographique et du manque de « corps » de l'ancien français fie issu, comme lui, d'un latin tardif *fica pour ficus « figue, figuier » en latin classique.
La figue est aussi l'objet de nombreux jeux de mots et lapsus entre Français, Italiens et Corses : en effet, en italien, les mots fica et figa désignent vulgairement le sexe féminin, alors que le figuier et son fruit sont nommés fico, masculin pour l'arbre et pour le fruit et issu directement du latin classique. Le geste dit de la « figue », consistant à placer le pouce entre l’index et le majeur repliés, est particulièrement offensant dans de nombreux pays du monde. Au Portugal et au Brésil, une amulette représentant une figa est en revanche un porte-bonheur. Elle est couramment utilisée — notamment en collier — et censée protéger les nourrissons contre le « mauvais sort ».
En latin, le foie (jecur) d'oie engraissé aux figues se nommait ficatum ; ce nom est à l'origine des mots foie en français, fegato en italien, higado en espagnol, et des mots de même sens dans les autres langues romanes.
En corse, a fica est le figuier, le fruit étant u ficu (u fecatu étant le foie).
Un ficu est également un détail anatomique, à savoir la pomme d'Adam.[réf. souhaitée]